# Sydney Guilaroff
Sydney Guilaroff (Londra, 2 novembre 1907 – Beverly Hills, 25 maggio 1997) è stato un parrucchiere statunitense attivo nel cinema hollywoodiano.
Fu il primo ad essere menzionato nei titoli di coda dei film. Lavorò per più di 40 anni agli studios della Metro Goldwyn Mayer per più di mille film. Le sue acconciature divennero poi "tipiche" per alcune star del cinema, come quella di Rossella O'Hara per Via col vento.
Vinse ai Primetime Emmy Awards nel 1987 nella categoria "Outstanding Achievement in Hairstyling for a Miniseries or a Special".

## Biografia

### Gli inizi

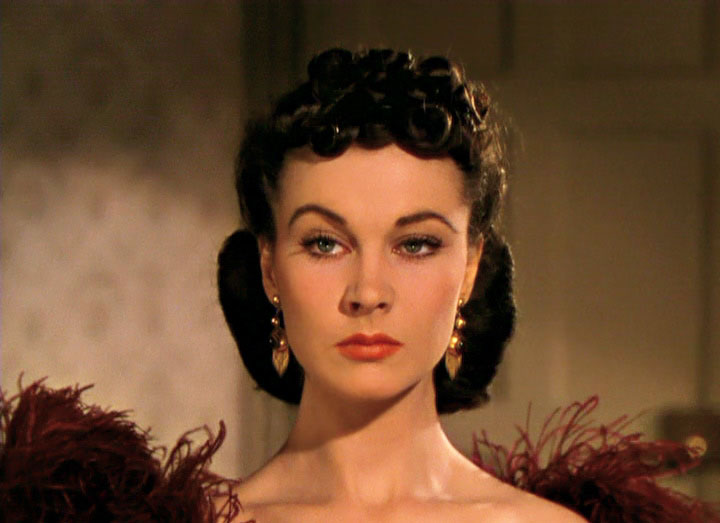
Una delle tante acconciature per Vivien Leigh nel ruolo di Rossella O'Hara in Via col vento (1939)

Guilaroff nacque a Londra, in Inghilterra, da immigrati ebrei russi che in seguito si stabilirono in Canada. La famiglia visse sia a Winnipeg che a Montreal. All'età di 14 anni, Guilaroff lasciò il Canada per New York e trovò lavoro presso i grandi magazzini Gimbels. Un incidente sul lavoro lo costrinse a lasciare questa occupazione e la sua situazione finanziaria peggiorò tanto da vederlo a volte costretto a dormire sulle panchine del Central Park.
La sua fortuna cambiò quando fu assunto come assistente di un'estetista; iniziò da semplici lavori come spazzare il pavimento del parrucchiere. Il proprietario riconobbe l'energia e l'intraprendenza dell'adolescente e lo formò nel settore dell'acconciatura. All'età di 16 anni, Guilaroff era diventato un parrucchiere così abile che aveva consolidato una clientela considerevole. La sua fiorente carriera, tuttavia, fu interrotta da una diagnosi di tubercolosi, che richiese il suo ritorno in Canada. Dopo essersi ripreso tornò a New York per continuare la sua professione di parrucchiere. È stato durante questo periodo che Guilaroff divenne noto per aver creato il taglio a bob (variante del caschetto) caratteristico della star del cinema muto Louise Brooks. Ideò anche lo stile di acconciatura per le attrici Corinne Griffith e Miriam Hopkins. Alla fine trovò un posto da Antoine, uno dei saloni più esclusivi della città, dove era conosciuto come Mr. Sydney.

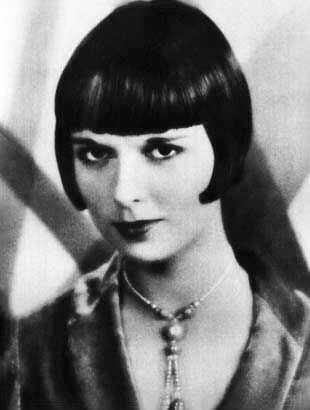
Louise Brooks, 1930, nel suo iconico bob creato per lei da Guilaroff

### Il periodo alla MGM
L'ascesa alla ribalta di Guilaroff come parrucchiere per le stelle del cinema fu grazie all'attrice Joan Crawford: questa portò Guilaroff a Hollywood e alla Metro Goldwyn Mayer dove ricoprì la posizione di capo parrucchiere dal 1934 alla fine degli anni '70.
In un momento in cui l'aspetto di una star sullo schermo era una funzione significativa della macchina dell'immagine dello studio, le abilità di Guilaroff seppero creare look distintivi, che diventavano identificabili con le attrici per cui erano stati concepiti. Fu riconosciuto come un maestro nella sua professione con un occhio istintivo e creativo.
()
Guilaroff sosteneva che la sua impresa più formidabile era stata il suo lavoro per il film del 1938 Maria Antonietta, per il quale furano necessarie 2.000 parrucche da corte e altre 3.000 parrucche per le comparse extra. Non venne accreditato come parrucchiere per Vivien Leigh in Via col vento (1939).
Grace Kelly scelse Guilaroff per acconciare i suoi capelli per il suo matrimonio del 1956 con il principe Ranieri di Monaco.

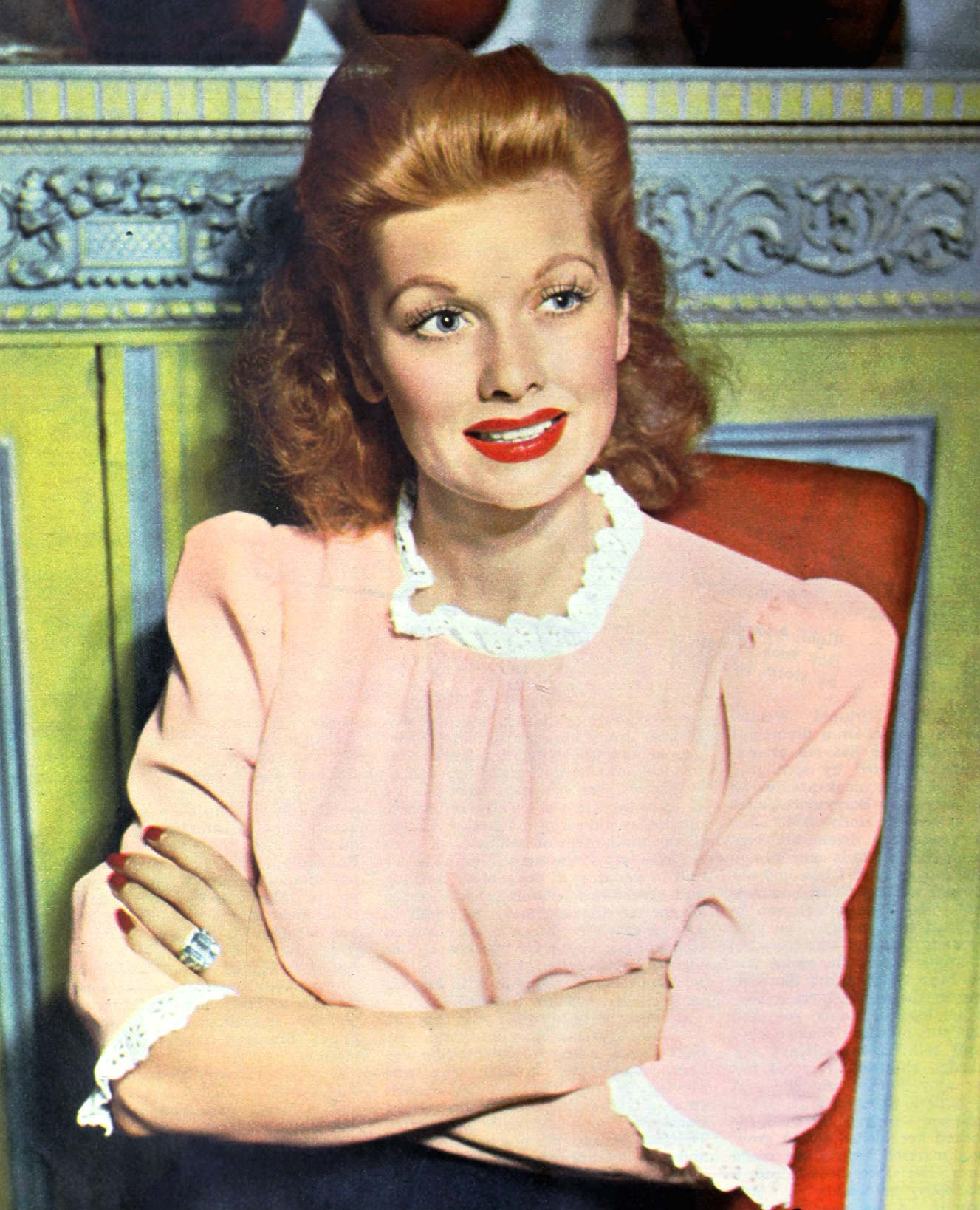
Guilaroff tinse i capelli di Lucille Ball di rosso fiamma per Mademoiselle du Barry (1943). Fu così contenta che li mantenne così per il resto della sua vita.

Quando Lena Horne filmò i suoi brani introduttivi per le scene nel documentario musicale della MGM That's Entertainment! III (1994), chiese a Guilaroff, già in pensione, di tornare ad acconciare i suoi capelli, circa 50 anni dopo averli acconciati per la prima volta in Due cuori in cielo (1943).
Guilaroff morì a Beverly Hills, in California, il 25 maggio 1997 all'età di 89 anni.

## Clienti celebri
Nel corso della sua lunga e illustre carriera, Guilaroff ebbe tra le sue clienti Elizabeth Taylor, Judy Garland, Lana Turner, Greta Garbo, Lena Horne, Greer Garson, Debbie Reynolds, Ann-Margret, Barbara Stanwyck, Cyd Charisse, Marilyn Monroe, Katharine Hepburn, Ingrid Bergman, Hedy Lamarr, Kathryn Grayson, Liza Minnelli, Clare Boothe Luce, Ginger Rogers, Debbie Reynolds, Geraldine Page, Libby Holman e Nancy Reagan. Fu anche acconciatore per alcune famose star maschili come Cary Grant, Clark Gable, Fred Astaire, James Stewart, Spencer Tracy e Frank Sinatra.

## Riconoscimenti
Guilaroff vinse un Primetime Emmy Award come "Outstanding Achievement in Hairstyling for a Miniseries or Special" per The Two Mrs. Grenvilles (1987) con Ann-Margret e Claudette Colbert.

## Vita privata

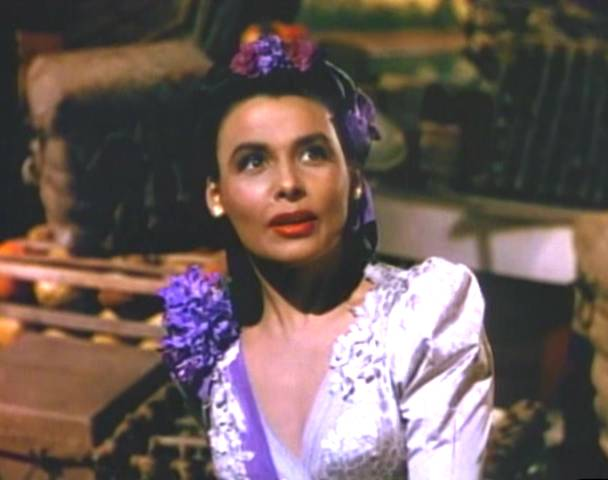
Hair design per Lena Horne nel ruolo di Julie LaVerne in Nuvole passeggere (1946)

Guilaroff non si sposò mai. Nel 1938, divenne il primo uomo single negli Stati Uniti ad adottare un figlio che chiamò Jon in onore di Joan Crawford. L'adozione fu osteggiata dallo stato della California, che intraprese azioni legali per impedire l'adozione. Guilaroff, tuttavia, alla fine prevalse e successivamente adottò un altro figlio e alcuni anni dopo un terzo figlio, che era stato un ex dipendente.
Nel suo libro di memorie Crowning Glories, Guilaroff affermò di aver avuto relazioni romantiche con Greta Garbo e Ava Gardner.